# Max Bernuth
Friedrich Albin Max Bernuth (ur. 26 lipca 1872 w Lipsku, zm. 1 kwietnia 1960 w Bayerisch Gmain, powiat Berchtesgadener Land, Oberbayern) – niemiecki malarz, ilustrator książek, profesor w szkole rzemiosł artystycznych w Elberfeld.

## Życiorys
Już w młodości doceniano jego talent malarski. Dzięki temu, po ukończeniu szkoły realnej w Lipsku, mógł rozpocząć naukę litografii. Dzięki pośrednictwu Maxa Klingera otrzymał stypendium lipskiej Akademii, znalazł się też mecenas, który umożliwił mu studia na monachijskiej Akademii Sztuk Pięknych u profesora Alexandra von Liezen-Mayera. Czas spędzony w Monachium i Innsbrucku w latach 1894–1902 był najważniejszym okresem w jego twórczości. Osiągnął też rozgłos jako współpracownik czasopisma „Die Jugend”. Był to monachijski tygodnik dla sztuki i życia – niem.: Münchner illustrierte Wochenschrift für Kunst und Leben, założony w 1896 i wydawany przez Georga Hirtha, popularyzujący nowe prądy i tendencje w sztuce. Od tytułu tego czasopisma pochodzi niemiecka nazwa secesji – „Jugendstil”. Bernuth publikował w tygodniku swoje prace z zakresu witrażu, rzeźby w drewnie oraz litografie i rysunki, które powstały w czasie jego podróży do Lasu Bawarskiego.
Następnie przeniósł się do Innsbrucka, gdzie 5 listopada poślubił Emilie Beate Elise Pötter – córkę stolarza Christopha Pöttera. Małżeństwo doczekało dwóch synów: Waltera – znanego malarza, który jak ojciec był później profesorem w szkole rzemiosła artystycznego w Elberfeld i Fritza – znanego rzeźbiarza.